# Герстунген
Герстунген (њем. Gerstungen) општина је у њемачкој савезној држави Тирингија. Једно је од 61 општинског средишта округа Вартбург. Према процјени из 2010. у општини је живјело 6.114 становника. Посједује регионалну шифру (AGS) 16063097.

## Географски и демографски подаци
Герстунген се налази у савезној држави Тирингија у округу Вартбург. Општина се налази на надморској висини од 205 метара. Површина општине износи 75,5 km². У самом мјесту је, према процјени из 2010. године, живјело 6.114 становника. Просјечна густина становништва износи 81 становника/km².

## Међународна сарадња
| Мјесто    | Држава    | Врста сарадње | Од    |
| --------- | --------- | ------------- | ----- |
| Брајтенау | Аустрија  | партнерство   | 1996. |
| Кледер    | Француска | партнерство   | 1991. |
| Извор     |           |               |       |